# St. Georges Bay
St. Georges Bay (do 4 listopada 1966 George Bay, do 20 lipca 1967 Georges Bay) – zatoka (ang. bay) w kanadyjskiej prowincji Nowa Szkocja, w hrabstwach Antigonish i Inverness; nazwa George Bay urzędowo zatwierdzona w 1924 (potwierdzona 17 stycznia 1951).